# لورا (شبکه)
لورا (LoRa مخفف Long Range) یک تکنیک انحصاری شبکه گسترده کم توان (low-power wide-area network یا به اختصار LPWAN) است. این روش بر اساس تکنیک‌های تعدیل طیف گسترش برگرفته شده از فناوری chirp spread spectrum (یا به اختصار CSS) صورت گرفته است.
این تکنیک توسط Cycleo از گرنوبل فرانسه توسعه داده شد و توسط Semtech، عضو بنیانگذار اتحادیه LoRa خریداری و ثبت اختراع شد.
دستگاه های لورا و فناوری فرکانس رادیویی بی سیم Semtech یک پلتفرم بی سیم برد بلند و کم مصرف است که به فناوری واقعی شبکه های اینترنت اشیا (IoT) در سراسر جهان تبدیل شده است.

## امکانات
لورا از باندهای فرکانس رادیویی زیر گیگاهرتز بدون نیاز به مجوز (license-free sub-gigahertz) مانند 433 مگاهرتز، 868 مگاهرتز (اروپا)، 915 مگاهرتز (استرالیا و آمریکای شمالی)، 865 مگاهرتز تا 867 مگاهرتز (هند) و 923 مگاهرتز (آسیا) استفاده می‌کند. لورا انتقال دوربرد با مصرف برق کم را امکان پذیر می‌کند. این فناوری لایه فیزیکی را پوشش می‌دهد، در حالی که سایر فناوری‌ها و پروتکل‌ها مانند LoRaWAN (شبکه منطقه‌ای با دامنه گسترده) لایه های بالایی را پوشش می‌دهند. و با توجه به فاکتور گسترش می‌تواند به نرخ داده‌ی بین 0.3 کیلوبیت بر ثانیه تا 27 کیلوبیت بر ثانیه دست یابد. دستگاه های لورا دارای قابلیت موقعیت مکانی هستند که برای موقعیت‌های سه گانه دستگاه ها استفاده می‌شود .

## لورا PHY
لورا از یک نوسان proprietary spread spectrum استفاده می کند که شبیه و مشتق گرفته شده از نوسان chirp spread spectrum (یا به اختصار CSS) است. نوسان طیف گسترش لورا با نشان دادن هر بیت از اطلاعات مربوط به محموله توسط چند chirp از اطلاعات انجام می شود.
به میزان ارسال اطلاعات پخش شده، نرخ نماد گفته می شود، نسبت بین نرخ نماد جزئی و میزان صدای chirp, عامل گسترش (SF) می‌گوییم و تعداد نمادهای ارسالی در هر بیت اطلاعات را نشان می دهد. نتیجه, یک نوسان دیجیتالی M-ary می‌باشد، به طوری که {\displaystyle M=2^{SF}} امواج ممکن در خروجی تعدیل کننده, سیگنال‌های تعدیل شده chirp در فاصله فرکانس {\displaystyle f_{0}-B/2,f_{0}+B/2} با M فرکانس اولیه مختلف هستند: فرکانس لحظه‌ای به صورت خطی افزایش می یابد، و سپس وقتی به حداکثر فرکانس {\displaystyle f_{0}+B/2} می‌رسد به {\displaystyle f_{0}-B/2} بسته می‌شود.
لورا می تواند نرخ داده را با حساسیت با کانال پهنای باند ثابت با انتخاب میزان پهنای استفاده شده (پارامتر رادیویی قابل انتخاب از 6 تا 12) معامله کند. SF پایین به این معنی است که chirp بیشتری در ثانیه ارسال می شود. از این رو ، می توانید داده های بیشتری را در هر ثانیه رمزگذاری کنید. SF بالاتر به معنای chirp کمتر در ثانیه است. بنابراین ، داده های کمتری برای رمزگذاری در هر ثانیه وجود دارد. در مقایسه با SF پایین ، ارسال همان مقدار داده با SF بالاتر نیاز به زمان انتقال بیشتری دارد که به زمان پخش معروف است. زمان پخش بیشتر به این معنی است که مودم مدت زمان بیشتری کار می کند و انرژی بیشتری مصرف می کند. مزیت SF بالا این است که مدت زمان پخش بیشتر به گیرنده فرصت بیشتری می دهد تا از توان سیگنال نمونه برداری کند که منجر به حساسیت بهتر می شود.
علاوه بر این ، لورا از کدگذاری تصحیح خطای رو به جلو برای بهبود انعطاف پذیری در برابر تداخل استفاده می کند. محدوده بالای لورا با مجموع بهره ها و افت های سیگنال از فرستنده بی سیم از 155 دسی بل تا 170 دسی بل مشخص می شود.

## پروتکل LoRaWAN
از آنجا که لورا لایه فیزیکی را تعریف می کند ، کمبود لایه های بالایی شبکه حس می‌شدند. از این رو LoRaWAN یکی از چندین پروتکلی است که برای تعریف لایه‌های بالایی شبکه ساخته شده است. LoRaWAN یک پروتکل لایه کنترل دسترسی متوسط (medium access control یا به اختصار MAC) مبتنی بر ابر است اما عمدتاً به عنوان یک پروتکل لایه شبکه برای مدیریت ارتباط بین دروازه‌های شبکه گسترده کم توان و دستگاه های end-node به عنوان یک پروتکل مسیریابی که توسط LoRa Alliance نگهداری می شود، عمل می کند.
LoRaWAN پروتکل ارتباطی و معماری سیستم را برای شبکه تعریف می کند ، در حالی که لایه فیزیکی لورا پیوند ارتباطی با برد طولانی را امکان پذیر می کند. LoRaWAN همچنین وظیفه مدیریت فرکانس های ارتباطی ، میزان داده و توان را برای همه دستگاه ها بر عهده دارد. دستگاه های موجود در شبکه ناهمگام (غیر همزمان) بوده و هنگامی که داده برای ارسال در دسترس باشد ، انتقال می یابند. داده های منتقل شده توسط یک دستگاه end-node توسط چندین دروازه دریافت می شود، که بسته های داده را به یک سرور شبکه مرکزی هدایت می کند. سپس داده ها به سرورهای برنامه ارسال می شوند. این فناوری قابلیت اطمینان بالایی را برای میزان بار متوسط نشان می دهد، با این حال، برخی از مشکلات مربوط به عملکرد مربوط به ارسال تأییدیه‌ها نیز وجود دارد.

### تاریخچه نسخه‌ها
- January 2015: 1.0[۱۴][۱۵]
- February 2016: 1.0.1[۱۶]
- July 2016: 1.0.2[۱۷]
- October 2017: 1.1, adds Class B[۱۸]
- July 2018: 1.0.3[۱۹]
- October 2020: 1.0.4 [۲۰]

### اتحادیه LoRa
اتحادیه LoRa یک سازمان ۵۰۱ (سی) است که در سال 2015 برای پشتیبانی از پروتکل LoRaWAN (شبکه در محدوده وسیع) و همچنین اطمینان از قابلیت همکاری همه محصولات و فناوری های LoRaWAN ایجاد شده است. این سازمان غیرانتفاعی بیش از 500 عضو دارد. برخی از اعضای IBM، Everynet، Actility، MicroChip، Orange، Cisco، KPN، Swisscom، Semtech، A2A Smart City SPA، Bouygues Telecom، Singtel، Proximus، هستند. در سال 2018 ، اتحادیه LoRa بیش از 100 اپراتور شبکه LoRaWAN در بیش از 100 کشور داشت. این اتحاد توسط گروه VTM در بیورتون ، اورگن اداره می شود.